# Jacques Tapol
 (mars 2016).
Jacques Tapol est un karatéka français né le 19 juin 1955 connu pour avoir été titré champion d'Europe en kumite par équipes masculin aux championnats d'Europe de karaté 1981 puis champion du monde en kumite individuel masculin moins de 80 kilos aux championnats du monde de karaté 1986.

## Carrière

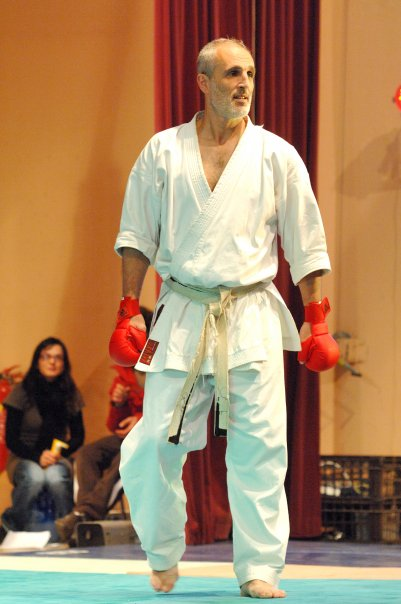
Jacques Tapol lors d'une démonstration en 2009.

Jacques Tapol commence le karaté à Paris en 1971 avec maitre Hiroo Mochizuki qui pratique le Wadō-ryū. Plus tard celui-ci abandonne le karaté et crée le yoseikan budo. Jacques Tapol va continuer à pratiquer le karaté tout seul tout en s'initiant avec Hiroo Mochizuki pendant plusieurs années au sabre, jujitsu, aikido, baton, nunchaku, tonfa, boxe. Plus tard, son professeur est Guy Sauvin, qui est lui aussi un ancien élève d'Hiroo Mochizuki, mais surtout membre de l'équipe de France championne du monde en 1972. C'est avec lui qu'il devient champion du monde en 1986 à Sydney et vice-champion du monde par équipes.
En 2009 il se décide à ouvrir son dojo à Paris dans un ancien relais de poste et publie en 2016 son livre Karaté et petits satoris sur la pensée et le cheminement d'un pratiquant dans le karaté-do.
Il est médaille d'or de la jeunesse et des sports et médaille d'or de l'Académie des sports.[réf. nécessaire]
En mars 2016, il est promu au grade honorifique de 8e dan  dans le style Shotokan.
Il est cité dans le livre Les stars du karaté francais aux Editions Amphora.

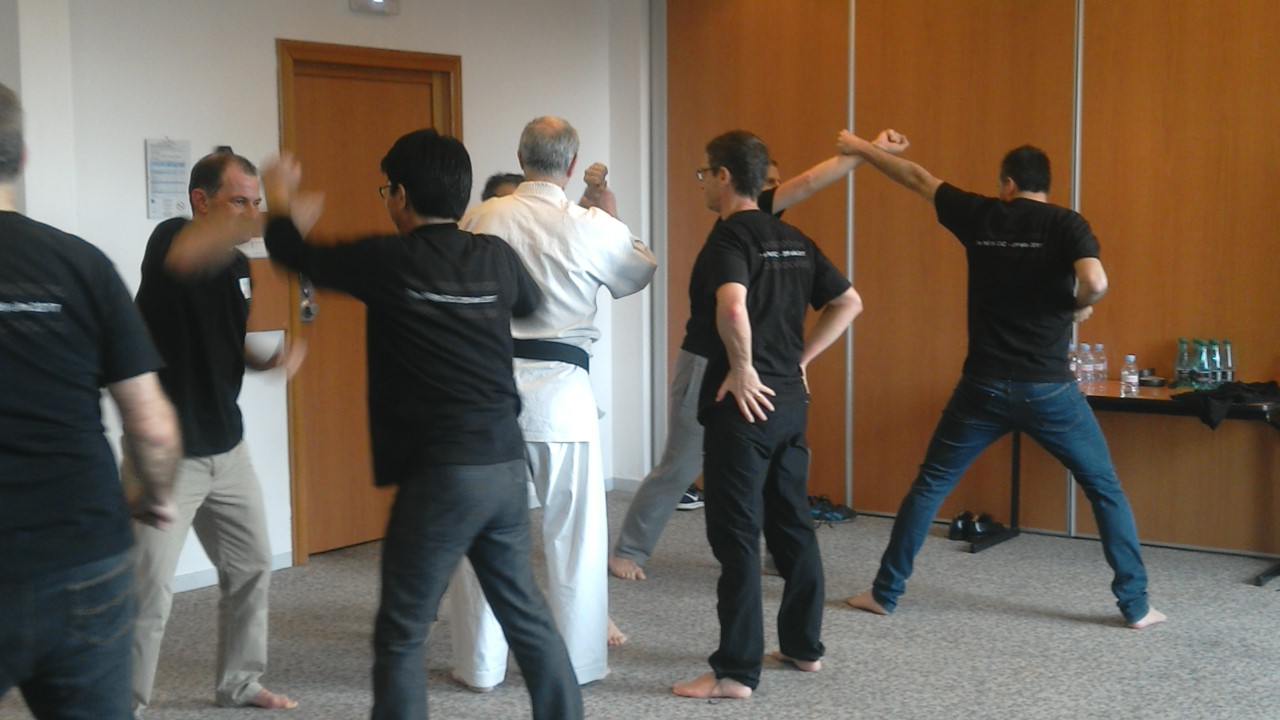
Exercices d'attaques et défenses.

Jacques Tapol enseigne au Dojo Kikentai à Paris et à l'AMC à Compiègne.

## Résultats
| date | discipline                | Compétition                        | Lieu                 | Résultat |
| ---- | ------------------------- | ---------------------------------- | -------------------- | -------- |
| 1975 | Kumité individuel -80 g   | Championnats de France (Juniors)   | Paris                | Or       |
| 1980 | kumité individuel -80 kg  | Championnats de France             | Paris                | Or       |
| 1980 | Kumité individuel -80 kg  | Championnats de France « contact » | Paris                | Or       |
| 1981 | Kumite par équipe         | Championnats d'Europe 1981         | Venise, en Italie    | Or       |
| 1982 | Kumite individuel - 80 kg | Championnats du monde 1982         | Taipei, à Taïwan     | Bronze   |
| 1984 | Kumité par équipes        | Coupe de France                    | Paris                | Or       |
| 1985 | Kumité individuel -80 kg  | Championnats de France             | Paris                | Or       |
| 1985 | Kumité individuel -80 kg  | Championnats de France « contact » | Paris                | Or       |
| 1985 | Kumité individuel -80 kg  | Internationaux de France           | Paris                | Or       |
| 1986 | Kumité individuel -80 kg  | Championnats d'Europe 1986         | Madrid               | Argent   |
| 1986 | Kumité individuel Open    | Championnats d'Europe 1986         | Madrid               | Bronze   |
| 1986 | Kumité par équipes        | Championnats du monde 1986         | Sydney, en Australie | Argent   |
| 1986 | Kumite individuel - 80 kg | Championnats du monde 1986         | Sydney, en Australie | Or       |